# ヤネカ・ファンティエネン
ヤネカ・ファンティエネン（Janneke van Tienen、女性、1979年5月29日 - ）は、オランダの元バレーボール選手。ポジションはリベロ。元オランダ代表。

## 来歴
1997年、地元のクラブチームVC Weertでプロとしてのキャリアを開始する。6シーズン過ごした後、ドイツ、イタリアなどでもプレーした。2001年、オランダ代表に初選出される。同年の欧州選手権で5位、2002年の世界選手権で9位、ワールドグランプリ2003では4位となった。
2006年の世界選手権では正リベロを務め、8位入賞を果たすと、2007年のワールドグランプリでは金メダル獲得に大きく貢献した。
2009年にポーランドで行われた欧州選手権で銀メダルを獲得した。2011年のモントルーバレーマスターズではベストレシーバー賞、ベストリベロ賞を受賞した。

## 球歴
- 世界選手権 - 2002年、2006年、2010年
- 欧州選手権 - 2001年、2003年、2005年、2007年、2009年、2011年
- ワールドグランプリ - 2003年、2005年、2007年、2009年、2010年

## 受賞歴
- 2011年 - モントルーバレーマスターズ　ベストレシーバー賞、ベストリベロ賞

## 所属クラブ
- VC Weert（1997-2003年）
- USC Münster（2003-2005年）
- DELA/Martinus（2005-2008年）
- ペルージャ（2008-2009年）
- VKバクー（2011-2012年）